# Sidi Bettache
Sidi Bettache (en àrab سيدي بطاش, Sīdī Baṭṭāx; en amazic ⵙⵉⴷⵉ ⴱⵟⵟⴰⵛ) és una comuna rural de la província de Benslimane, a la regió de Casablanca-Settat, al Marroc. Segons el cens de 2014 tenia una població total de 6.927 persones.